# Манжо, Эдуар

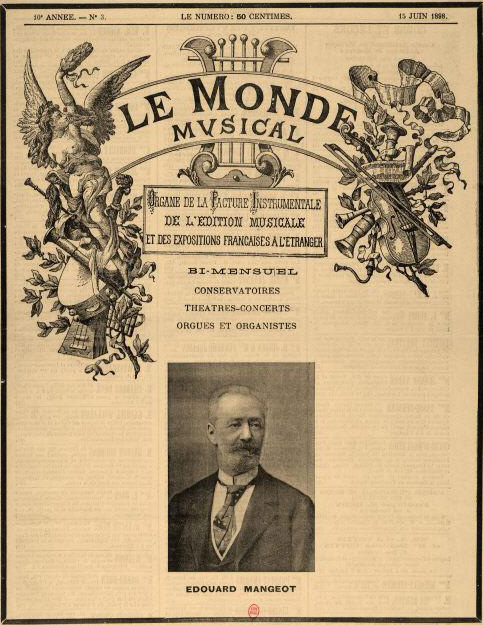
Титульный лист «Le Monde musical» от 15 июня 1898 года с портретом Эдуара Манжо

Эдуар Манжо (фр. Edouard Mangeot; 24 апреля 1835, Нанси — 31 мая 1898, Париж) — французский музыкальный конструктор, фабрикант и издатель.
В 1859 г. унаследовал от своего отца Пьера Гиацинта Манжо (1808—1862) небольшую фабрику по производству фортепиано в Нанси и начал предпринимать шаги по выводу её на более передовые позиции. В 1862 г. с успехом представил свои инструменты на Всемирной выставке в Лондоне. На протяжении 1860-70-х гг. производил около 400 фортепиано в год, в производстве было занято около 60 сотрудников. После поездки в 1866 году в США для изучения американского опыта стал яростным пропагандистом более радикальных технологий: выпустил первые во Франции инструменты со стальной рамой, ратовал за более полный и мощный звук. Среди экспериментов Манжо было также фортепиано с двойной клавиатурой, его успешной демонстрацией в концертах занимался польский пианист-виртуоз Юлиуш Зарембский. В 1878 году на очередной Всемирной выставке в Париже инструменты Манжо были удостоены одной из золотых медалей, и на следующий год он перевёл производство в Париж, однако вскоре после этого оно пошло на спад из-за консервативности среднего французского потребителя и в 1890-е гг. полностью прекратилось. Вместо этого в 1889 г. Манжо вместе со своим зятем, музыкальным критиком Артюром Дандло основал газету «Le Monde musical», через которую, в частности, пропагандировал свои взгляды на развитие фортепианной технологии.
Сын Манжо — музыкальный критик Огюст Манжо. Внук Манжо, сын его дочери Мадлен и Артюра Дандло, — композитор Жорж Дандло.